# Vinajeras

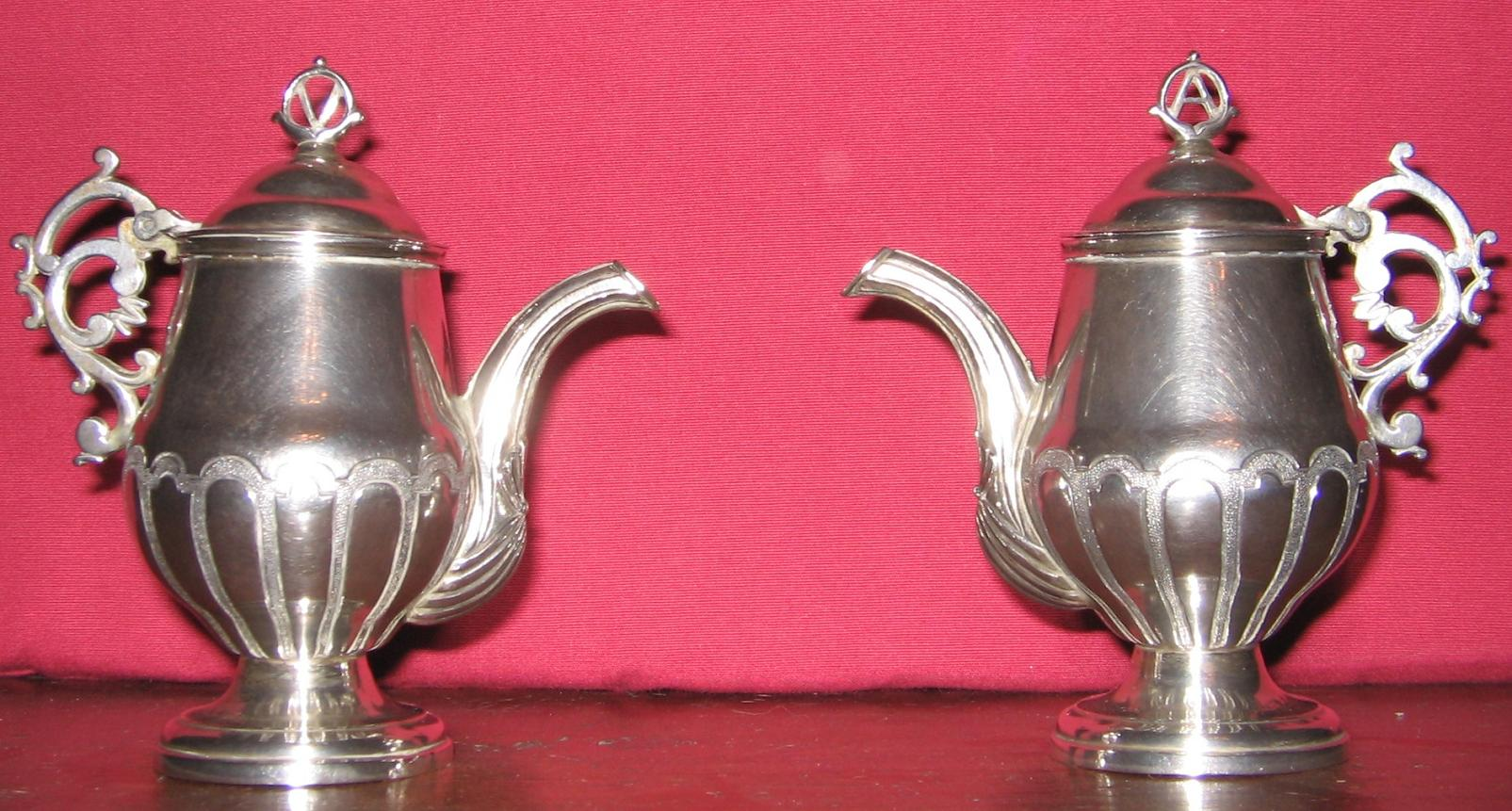
Vinajeras en la iglesia de San Pedro de Ayerbe

Vinajera es una jarra pequeña utilizada en misa para llevar el agua y el vino que se vierten en el cáliz, cuyo conjunto se denomina vinajeras (en plural), término que asimismo define el conjunto para la mesa que incluye la bandejita –con engarces de sostén en general– donde se colocan los recipientes. También puede dar nombre al aderezo contenido por ambos jarros.
Las vinajeras actuales, cuyo tamaño menor se ha datado ya en el siglo XII, sustituyeron a las antiguas ánforas que con el nombre de hama o ámula servían para recibir y llevar a los cálices el vino que los fieles ofrecían en la misa. Con frecuencia, eran jarras de metal ricamente decoradas. Otras se hacían de vidrio o de barro.